# BRM P15
BRM P15 - болид Формулы-1 команды British Racing Motors (BRM), построенный для участия в чемпионате мира 1951 года. На нём команда дебютировала в Формуле-1.

## История
Первой гонкой болида в Формуле-1 стал Гран-при Великобритании 1951 года, где за руль P15 сели британцы Редж Парнелл и Питер Уокер. В гонке они финишировали пятым и седьмым соответственно, а Парнелл набрал два очка. В Гран-при Италии на BRM P15 приняли участие Редж Парнелл, Кен Ричардсон и Ханс фон Штук. Ни один из них не сумел стартовать: Ричардсон не имел необходимой лицензии, а Парнелл и Штук не стартовали из-за дефекта двигателя и коробки передач.

## Результаты выступлений в гонках
| Год  | Команда | Двигатель        | Шины | Пилоты    | 1   | 2   | 3   | 4   | 5   | 6   | 7   | 8   |
| ---- | ------- | ---------------- | ---- | --------- | --- | --- | --- | --- | --- | --- | --- | --- |
| 1951 | BRM Ltd | BRM P15 1,5 V16C | G    |           | ШВА | 500 | БЕЛ | ФРА | ВЕЛ | ГЕР | ИТА | ИСП |
| 1951 | BRM Ltd | BRM P15 1,5 V16C | G    | Парнелл   |     |     |     |     | 5   |     | НС  |     |
| 1951 | BRM Ltd | BRM P15 1,5 V16C | G    | Уокер     |     |     |     |     | 7   |     |     |     |
| 1951 | BRM Ltd | BRM P15 1,5 V16C | G    | Ричардсон |     |     |     |     |     |     | НС  |     |
| 1951 | BRM Ltd | BRM P15 1,5 V16C | G    | фон Штук  |     |     |     |     |     |     | НС  |     |

| Легенда к таблице |                                                                    |
| --- | ------------------------------------------------------------------ |
| В таблице перечислены результаты всех Гран-при Формулы-1, в которых использовался автомобиль. Строками таблицы являются сезоны, столбцами — этапы чемпионата мира. В каждой клетке указаны сокращённое название этапа и результат, дополнительно обозначенный цветом. Расшифровка обозначений и цветов представлена в нижеследующей таблице. |                                                                    |
| \| Пример \| Описание \| \| ------------ \| ------------------------------------------------------------------ \| \| 1 \| Победитель \| \| 2 \| Второе место \| \| 3 \| Третье место \| \| 5 \| Финишировал, заработав очки \| \| Сход \| Не финишировал, но при этом заработал очки \| \| 12 \| Финишировал, не получив очков \| \| НКЛ \| Финишировал, но не попал в финальную классификацию \| \| 15 \| Участвовал вне зачёта, либо по отдельной классификации \| \| 18 \| Не финишировал, но попал в финальную классификацию \| \| Сход \| Не финишировал \| \| НКВ \| Не прошёл квалификацию \| \| НПКВ \| Не прошёл предквалификацию \| \| ДСК \| Дисквалифицирован \| \| ИСК \| Исключён из протокола соревнований \| \| ТТ \| Заявлен для участия только в тренировках \| \| НС \| Участвовал в квалификации, но не стартовал в гонке \| \| Т \| Травмирован или болен \| \| ОТК \| Отказ от участия \| \| НТР \| Прибыл на соревнования, но на трассу не выезжал \| \| НПР \| Был заявлен в числе участников, но не прибыл к началу соревнований \| \| О \| Соревнования отменены \| \| \| Не участвовал \| \| Поул-позиция \| \| \| Быстрый круг \| \| |                                                                    |
| Пример | Описание                                                           |
| 1 | Победитель                                                         |
| 2 | Второе место                                                       |
| 3 | Третье место                                                       |
| 5 | Финишировал, заработав очки                                        |
| Сход | Не финишировал, но при этом заработал очки                         |
| 12 | Финишировал, не получив очков                                      |
| НКЛ | Финишировал, но не попал в финальную классификацию                 |
| 15 | Участвовал вне зачёта, либо по отдельной классификации             |
| 18 | Не финишировал, но попал в финальную классификацию                 |
| Сход | Не финишировал                                                     |
| НКВ | Не прошёл квалификацию                                             |
| НПКВ | Не прошёл предквалификацию                                         |
| ДСК | Дисквалифицирован                                                  |
| ИСК | Исключён из протокола соревнований                                 |
| ТТ | Заявлен для участия только в тренировках                           |
| НС | Участвовал в квалификации, но не стартовал в гонке                 |
| Т | Травмирован или болен                                              |
| ОТК | Отказ от участия                                                   |
| НТР | Прибыл на соревнования, но на трассу не выезжал                    |
| НПР | Был заявлен в числе участников, но не прибыл к началу соревнований |
| О | Соревнования отменены                                              |
| | Не участвовал                                                      |
| Поул-позиция |                                                                    |
| Быстрый круг |                                                                    |